# Gunung Kesiangan
Gunung Kesiangan is een bestuurslaag in het regentschap Kuantan Singingi van de provincie Riau, Indonesië. Gunung Kesiangan telt 581 inwoners (volkstelling 2010).